# Ewald Rolf
Ewald Rolf (* 8. September 1901 in Essen; † 30. April 1993 in Gelsenkirchen) war ein deutscher Bergmannsdichter.

## Leben
Rolf war Sohn eines Bergarbeiters. Er besuchte die Bergschule in Bochum, machte eine Bergbaulehre. Anschließend war er in verschiedenen Aufgaben im Ruhrbergbau tätig, zunächst als Vorrichtungshauer, später technischer Zeichner, Krankenpfleger, Betriebselektriker, Schaltwart und kaufmännischer Angestellter. Bis zu seiner Pension 1987 war er über 50 Jahre auf 20 verschiedenen Schachtanlagen im Ruhrgebiet beschäftigt. Nach seiner Pensionierung lebte er zunächst in Gelsenkirchen-Horst, ab 1993 in Essen.
Er war Mitglied im „Autorenkreis Ruhr-Mark“ und der „Dortmunder Gruppe 61“.
Nachlässe von Ewald gibt es im Dortmunder Fritz-Hüser-Institut.

## Auszeichnungen
- 1953: Prämie des Bundesministers für Arbeit in Bonn für eine Erzählung
- 1966: Literaturpreis des Gerhard Beer Verlages
- 1972: Sachpreis der Stern-Brauerei für das beste Heimatgedicht der Stadt Essen

## Werke
Beiträge in Anthologien
- Neue bergmännische Dichtung. Vereinigung d. Freunde von Kunst u. Kultur im Bergbau e.V., Bochum 1949.
- Hermann Bues (Hrsg.): Kumpel, Kerle, Kameraden. Bergleute erzählen. Erzählungen und Gedichte aus einem Preisausschreiben der Zeitschrift „Bergbauindustrie“, Bochum. Crüwell, Dortmund 1956.
- Heinz Dramsch: Humor um Kohle und Stahl. Mit Beiträgen von Matthias Ludwig Schroeder, Emu Ceka, Heinz Hoffmann, Otto Wohlgemuth, Ewald Rolf und Schmidhuber. Illustrationen Elisabeth von Steiger. Carl Lange Verlag, Duisburg 1957.
- Fritz Hüser, Walter Köpping (Hrsg.): Wir tragen ein Licht durch die Nacht. Gedichte aus der Welt des Bergmanns. Bund-Verlag, Köln 1961.
- Gottfried Pratschke (Hrsg.): Du, unsere Zeit. Europäischer Verlag, Wien 1965.
- Gottfried Pratschke (Hrsg.): Das ist mein Land. Europäischer Verlag, Wien 1966.
- Gottfried Pratschke (Hrsg.): Ein Wort ins Herz der Welt. Europäischer Verlag, Wien 1967.
- Gottfried Pratschke (Hrsg.): Alle Wunder der Welt. Europäischer Verlag, Wien 1968.
- Gottfried Pratschke (Hrsg.): Aber den Feind sollten wir lieben. Europäischer Verlag, Wien 1969.
- Tedd Ursus (Hrsg.): Nach Feierabend. Deutsche Arbeiter-Dichtung heute. Beer, Stadthagen [1970].
- Gottfried Pratschke (Hrsg.): Und dennoch müssen wir leben. Europäischer Verlag, Wien [1970].
- Gottfried Pratschke (Hrsg.): Der Friede, nach dem wir uns sehnen. Europäischer Verlag, Wien 1971.
- Die tote Zeche. Regennacht im Frühling. In: Spiegelbild. 1978, S. 112 f.
- Die besten Freunde. Dichter und Politiker. Die Mehrheit. In: Spiegelbild. 1978, S. 113–115.
- Die Heubodenbibliothek. Zum Geleit. Autobiographische Aufzeichnungen und Gedicht. In: Gernot Burgeleit (Hrsg.): Zeitstimmen. Rückschau, Umschau, Ausschau. Anthologie zum 25jährigen Bestehen des Autorenkreises „Ruhr-Mark“. von der Linnepe, Hagen 1986, ISBN 3-921297-65-6, S. 128–130.
- Walter Köpping (Hrsg.): 100 Jahre Bergarbeiter-Dichtung. Asso-Verlag, Oberhausen 1982, ISBN 3-921541-48-4.
- Meine erste Seilfahrt 1917. In: Walter Köpping (Hrsg.): Lebensberichte deutscher Bergarbeiter. Asso-Verlag, Oberhausen 1984, ISBN 3-921541-28-X, S. 172–176.[4]
- Sonntag im Revier. In: Alfred Heese: Gestalt und Wandel des Reviers. Hoesch, Dortmund und Krupp, Essen 1992, DNB 930639812.

Rundfunk
- Bergmännische Erzählungen (WDR, SR, Sender Breslau; rezitiert von Otto Wohlgemuth)